# Loch an Daimh (Perth and Kinross)

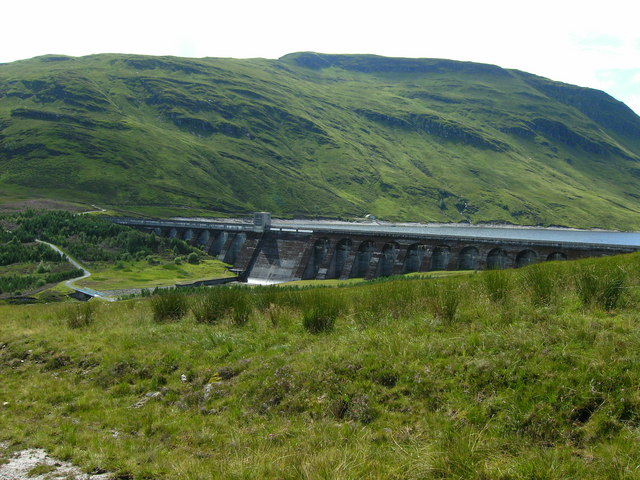
Staudamm des Loch an Daimh

Loch an Daimh ist ein Stausee im Einzugsgebiet des River Tay in Schottland. Er liegt in einem Seitental des Glen Lyon in der Council Area Perth and Kinross. Loch an Daimh ist circa fünf Kilometer lang und im Mittel ungefähr 400 m breit. Er verfügt über eine Oberfläche von circa 2 km². Der heute sichtbare See entstand durch Aufstauung des Allt Conait und vereinigt die beiden ehemaligen natürlichen Seen Loch an Daimh und Loch Giorra zu einem Gewässer.
Die Ufer von Loch an Daimh zeigen sich ausschließlich als Grasland und sind gänzlich unbewohnt. Nur die Staumauer am Ostufer – der Giorra Dam – und etwa die Hälfte des Nordufers sind durch eine Straße vom Glen Lyon aus erschlossen.
Nördlich von Loch an Daimh liegt der 932 m hohe Meall Buidhe, südlich der der 960 m hohe Stuchd an Lochain. Die Umgebung des Sees ist ein beliebtes Wandergebiet.